# Улица Амату
Улица А́мату (латыш. Amatu iela, Ремесленная улица) — улица в Риге, в историческом районе Старый город, между улицами Шкюню и Мейстару. Длина улицы — 96 метров.

## История
Возникла в XIII веке, относится к старейшей части города. Улица проходила от нынешней улицы Шкюню до ворот городской стены. В XIX веке ворота были снесены и улица была продолжена.
В 1258 году на улице был основан Францисканский монастырь, давший улице название — «улица напротив серых братьев» (эти строения располагались на месте зданий Большой и Малой рижских гильдий). В конце XIV века улица была названа улицей Гильдий, со временем название поменялось на Гильдейскую. В 1936 году улица получила своё нынешнее наименование — улица Амату.

## Достопримечательности
- д. 3 — Жилой дом (1872, архитектор Карл Иоганн Фельско)
- д. 4 — административно-жилое здание (1903, архитектор Вильгельм Бокслаф)
- д. 5 — Малая гильдия (1864—1866, архитектор Иоганн Даниэль Фельско)
- д. 6 — Большая гильдия (1854—1857, портал 1861, архитектор Карл Бейн, при участии Карла Генриха Шееля)